# Sirohi (stato)
Lo Stato di Sirohi fu uno stato principesco del subcontinente indiano, avente per capitale la città di Sirohi.

## Storia
Nel 1405, il re di Deora, Rao Sobhaji, fondò la città di Shivpuri sulla sponda occidentale della collina di Siranwa. Nel 1425, suo figlio e successore, Sehastramal, fondò una fortezza sul fronte occidentale di quella stessa collina, così da farne la capitale del futuro Stato di Sirohi, stabilendovi uno Stato locale.
Rao Surtan di Sirohi sconfisse le armate moghul dell'imperatore Akbar nella famosa battaglia di Dattani.
Durante i primi anni del XIX secolo, Sirohi venne gravemente fiaccata dalle guerre col Jodhpur e con le altre tribù dell'area. La protezione degli inglesi, cercata nel 1817 ed ottenuta nel 1823, ebbe la funzione di contenere questi scontri ma nel contempo pose il piccolo Stato all'interno dell'orbita dell'India Britannica, come parte della Rajputana Agency.
Per i servizi resi nella rivolta dei sepoy del 1857, il rao ricevette la restituzione di metà dei tributi che annualmente doveva all'Inghilterra. Il rao Keshri Singh (ruled 1875-1920) ed i suoi successori ottennero inoltre nel 1889 il titolo di Maharao (equivalente a Maharaja).
Quando l'India divenne indipendente nel 1947, il Sirohi venne unito allo Stato del Rajastan il 16 novembre 1949 e cessò di esistere come entità separata.

## Governanti

### Rao
- 1697 - 1705 Durjan Singh (m. 1705)
- 1705 - 1749 Umaid Singh I (Man Singh III) (n. c.1685 - m. 1749)
- 1749 - 1773 Prithvi Singh  (m. 1773)
- 1773 - 1781 Takhat Singh (m. 1781)
- 1773 - 1781 Jagat Singh -Regent (m. 1782)
- 1781 - 1782 Jagat Singh
- 1782 - 1808 Verisalji II (Bairi Sal II)  (n. 1760 - m. 1809) 
  - 1808 - 11 gennaio 1847   Udaibhan Singh  (m. 1847)
- 1819 - 11 Jan 1847   Sheo Singh -reggente (m. 1862)
- 11 gennaio 1847 - 8 dicembre 1862 Sheo Singh  
  - novembre 1861 - 8 dicembre 1862 Umaid Singh -reggente (n. 1833 - m. 1875)
- 8 dicembre 1862 - 16 settembre 1875 Umaid Singh II
- 16 settembre 1875 - 1 luglio 1889 Keshri Singh (n. 1857 - m. 1925)

#### Maharao
- 1 luglio 1889 - 29 aprile 1920 Keshri Singh  (dal 1º gennaio 1895, Sir Keshri Singh)
- 29 aprile 1920 - 23 gennaio 1946 Sarup Ram Singh (n. 1888 - m. 1946) (dal 3 giugno 1924, Sir Sarup Ram Singh)
- 5 maggio 1946 - 15 agosto 1947 Tej Ram Singh  (n. 1943)
- 5 maggio 1946 - 15 agosto 1947 Maharani Krishna (m. 1979) Kunverba (f) -reggente